# Elminster all'inferno
Elminster all'Inferno è un romanzo fantasy dello scrittore canadese Ed Greenwood, ambientato in Forgotten Realms, ambientazione per il gioco di ruolo Dungeons & Dragons da lui stesso creata.
Il romanzo è strutturato come un romanzo epistolare ma al posto delle lettere vi sono i ricordi che Nergal cancella ad El, inframezzati dai brevissimi dialoghi mentali tra i due dove emerge la personalità ironica e provocatrice del Vecchio Mago, che si permette spesso, in modo velato o meno, di prendere in giro l'arcidiavolo, ben sapendo che la conseguenza è altro dolore.

## Trama
Il romanzo si apre con la descrizione del tentativo di Elminster di chiudere una fenditura che avrebbe collegato uno dei nove inferi a Toril: l'Averno. La fenditura è causata dallo scontro di Elminster con uno dei principi della città di Shade, appena tornata sul piano materiale dal piano delle ombre. Durante lo scontro Elminster ricorre all'uso del Fuoco d'Argento (un dono di Mystra) e l'impatto con il principe Shadovar (costituito di magia d'ombra essendo, come tutti gli Shadovar, un'ombra egli stesso) ha causato la fenditura ed Elminster si è reso conto che l'unico modo di chiuderla prima che interi plotoni di diavoli invadessero Toril era quello di farlo dal lato degli inferi, anche se questo, siccome avrebbe richiesto tutto il suo potere, lasciandolo privo di difese, avrebbe potuto decretare la sua fine.
Elminster effettivamente consuma tutti i suoi poteri e diviene facile preda si una arcidiavolo reietto di nome Nergal il quale lo tortura e gli sonda la mente, cancellandogli i ricordi ad uno ad uno al fine di imparare ad utilizzare il Fuoco d'Argento. Le torture alle quali viene sottoposto El sono terribili e l'arcimago di Shadowdale riesce a sopravvivere solo grazie alla sua incredibile resistenza e alla capacità del Fuoco d'Argento di guarire le sue ferite.
Dopo lunghe sofferenze e numerosi ricordi cancellati Mystra si rende finalmente conto che il suo favorito è negli inferi e decide di avventurarcisi anche lei salvo poi cambiare idea ed inviare alla ricerca di El alcuni dei suoi agenti più potenti, come Halaster Neromanto (Blackcloak) e la Simbul la quale riesce a trovare Elminster e, con il suo aiuto, a sconfiggere Nergal per tornare a casa.

## Errori
Nelle traduzioni dell'Armenia vengono spesso confusi diavoli e demoni. Se ad un primo sguardo questi due termini possono sembrare sinonimi, per una persona avvezza ai termini di Dungeons & Dragons i due sono agli antipodi, tant'è che una delle più lunghe e sanguinose guerre del multiverso è proprio quella che vede sfidarsi le schiere demoniache e quelle diaboliche.
Le prime, di allineamento caotico malvagio, hanno i loro domini nell'Abisso, mentre le seconde, legali malvagie, risiedono nei Nove Inferi di Baator, dove è ambientato questo romanzo. È quindi evidente che Nergal sia un arcidiavolo e non un arcidemone

## Edizioni
- Ed Greenwood, Elminster all'inferno, traduzione di Adria Tissoni, Armenia, settembre 2003,  p. 376, ISBN 88-344-1525-6.